# Glacera d'Argentière
La glacera d'Argentière és una glacera del massís del Mont Blanc. S'aboca en direcció del poble d'Argentière (comuna de Chamonix), d'aquí el seu nom.

## Geografia

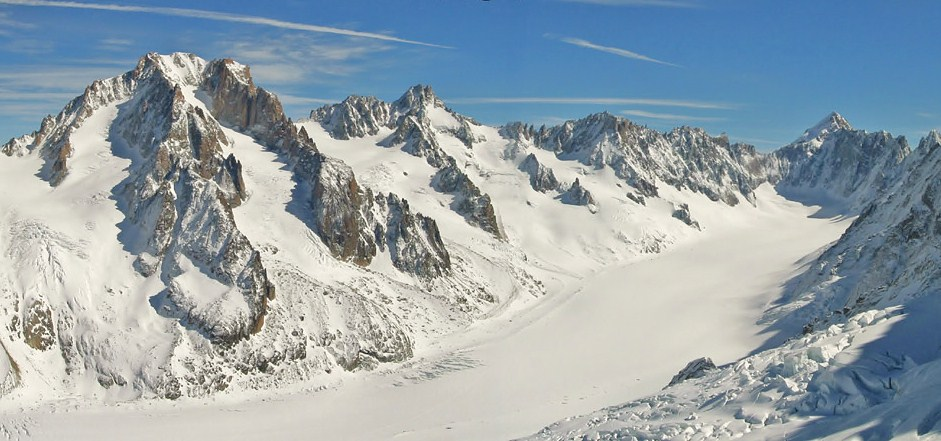
La part alta de la glacera

La glacera neix cap als 3.400 metres en un circ glaciar, dominat i alimentat de neu per altes cimeres que delimiten la frontera amb Suïssa i Itàlia (mont Dolent, 3.820 m, Aiguille de Triolet, 3.730 m). El refugi d'Argentière és en el cor d'aquest circ, a més de 2.700 metres. Riu avall, la glacera és dominada per tres cims de més de 4.000 metres: Les Droites (4.000 m), la Grande Rocheuse (4.102 m) i l'agulla Verda (4.122 m) des dels quals seracs suspesos alimenten regularment la glacera amb allaus. És una glacera de vall orientada cap al nord-oest dominat per petites glaceres que ara estan individualitzades (glaceres del Tour Noir, de les Améthystes, del Milieu i del Chardonnet sobre el marge dret i glacera dels Rognons sobre el marge esquerre). Descansa sobre protogines i esquistos cristal·lins. Una gran part de la seva superfície es troba entre 2.600 i 3.100 m. Per la seva baixa altitud, es tracta d'una glacera temperada, el gel profund constantment és a 0 C. La seva línia d'equilibri entre les zones d'acumulació i d'ablació és situada a 2.800 m (mitjana de 1988-2008).

## Captacions
A 2.000 m d'altitud es realitzen captacions d'aigua sota la glacera per alimentar l'embassament d'Émosson. Les aigües son portades a l'embassament per galeries subterrànies i desviades cap al Valais i la vall del Roine. Són necessaris diversos punts de captació perquè el torrent de sota de la glacera no flueix sempre al fons de la vall. El vessament del torrent és permanent, fins i tot a l'hivern, però llavors limitat a 0,2 - 1 m³/s. A l'estiu, pot arribar a 15 m³/s.
Aquestes captacions van permetre estudiar el flux de la glacera des de baix, en el seu contacte amb la roca. En aquest nivell, la velocitat mitjana és de 40 cm/dia a l'hivern i 60−65 cm/dia a l'estiu amb pics de 5−6 cm/h després d'una tempesta.

## Història
En l'última gran glaciació, els Alps estaven recobertes per una espessa capa de gel. Al nivell del poble d'Argentière, va arribar a l'altitud de 2.500 m. En aquesta època, els gels de la glacera d'Argentière flueixen llavors directament per dalt del coll dels Montets (1.461 m) en direcció de Vallorcine i la vall del Roine. Després de la fosa al màxim tardiglacial, l'alçada del gel no és ja suficient per franquejar el coll i només s'aboca al llarg de la vall de l'Arve, unint-se inicialment a les altres glaceres de Chamonix abans que la glacera d'Argentière no s'individualitzi totalment. El refredament del Dryas recent (cap 10800 a 9600 aC) li permet entrar una última vegada en contacte amb el Mer de Glace edificant en aquella època els relleus glacio-lacustres de la Joux i del Lavancher. Així mateix, l'episodi fred del Preboreal (9350 a 9200 aC) la deixa novament avançar fins a la morrena d'Iles.

Vista del poble i de la glacera Argentière presa per Leo Wehrli 1870-1954).

En el transcurs dels següents mil·lennis, cap inundació no té l'amplitud de la de la Petita Edat de Gel. La seva primera manifestació té lloc l'any 1605, any on la glacera recobreix set cases d'Argentière i de la Rosière. És seguida per un altre màxim l'any 1643. Després d'una retirada relativa, l'embranzida màxima comença cap a 1780 i la glacera arriba a la seva més gran extensió l'any 1840 deixant morrenes frontals que són encara ben visibles. La retirada ha estat a continuació relativament regular: ha perdut un quilòmetre entre 1870 i 2000, només interromput per embranzides transitòries d'alguns centenars de metres entre 1885-1892, 1915-1920 i 1966-1988.
Fa 100 anys si fa no fa, la glacera arribava fins a l'església d'Argentière (1.250 metres); des de fa alguns anys, la llengua terminal de la glacera, que s'estén encara fins als 1.600 metres, s'ha separat de la resta de la glacera cap als 1.900 metres. La separació és marcada per una penya de més de 200 m²: la llengua terminal ja no és doncs alimentada directament per la glacera principal, sinó només per caigudes de seracs, la qual cosa posa en perill la seva perennitat. Tanmateix, un « tall » semblant s'havia ja produït al començament del segle XX, però s'havia reduït naturalment al cap dels anys. En detriment del reescalfament climàtic, res no permet actualment afirmar que la llengua terminal de la glacera no desapareixerà en un futur pròxim.
El gel de la llengua terminal ha estat retallada de 1908 a 1951 per fornir els hotels a l'estiu. La producció va arribar a 24-30 tones/dia. L'activitat va cessar amb la generalització de les neveres.

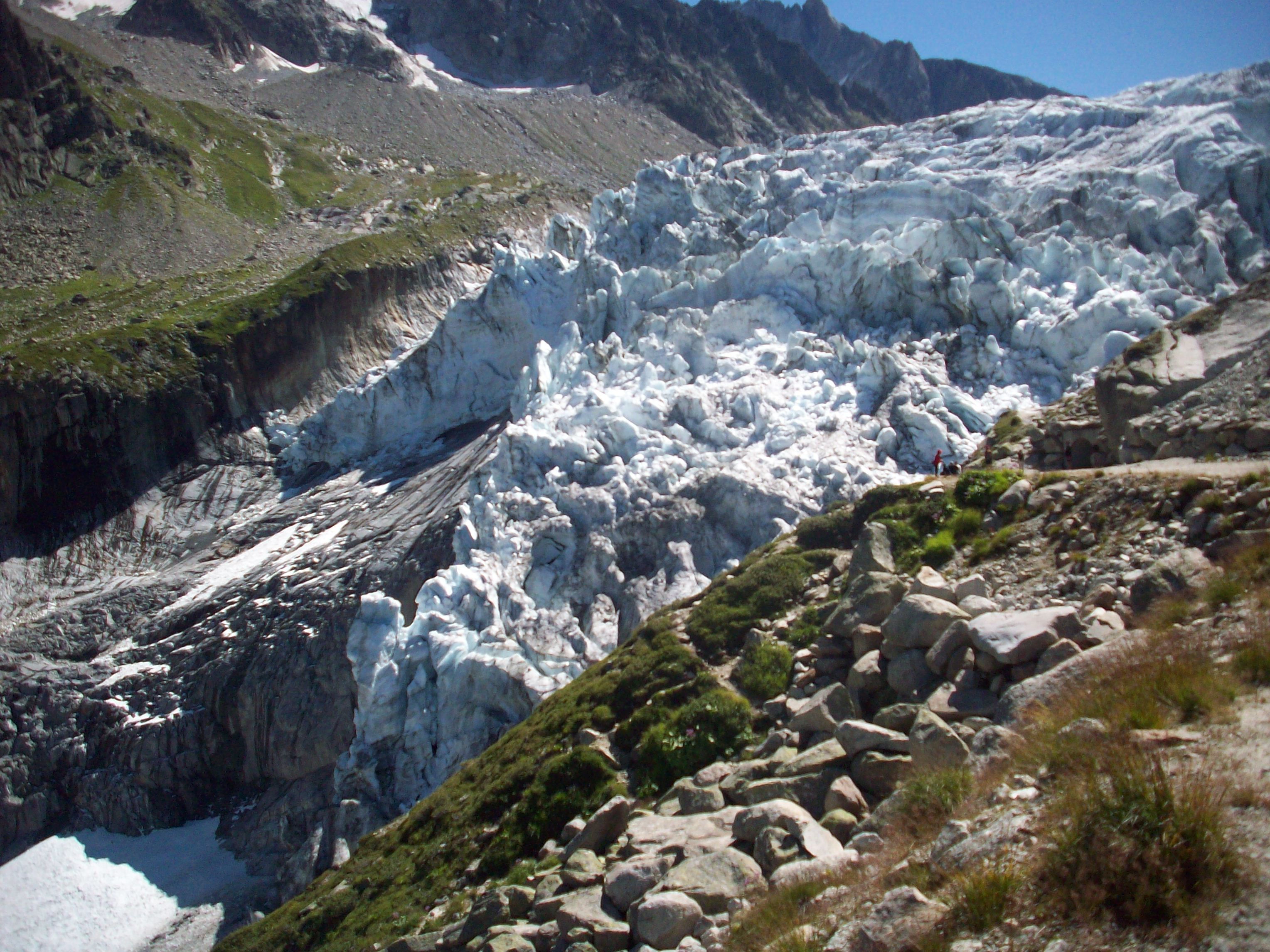
Vista de la glacera en el punt de la seva separació en dues parts
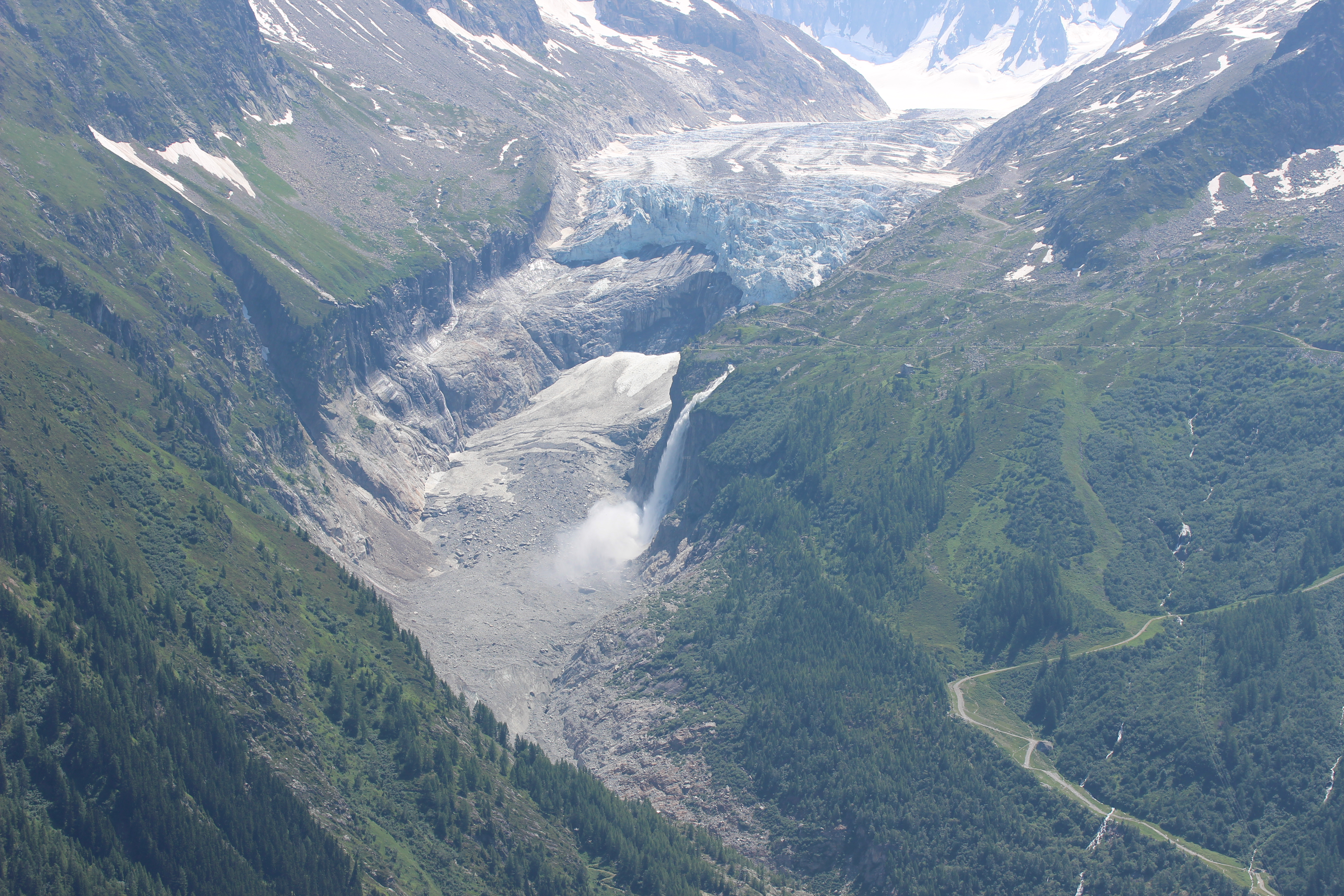
La llengua terminal l'any 2013 amb la zona recentment alliberada pels gels